# Albert Savarus
Albert Savarus Honoré de Balzac regénye, amely 1842-ben folytatásokban jelent meg a Le Siècle című folyóiratban, és ugyanebben az évben a Furne-kiadásban kötetben is megjelent, az Emberi színjáték Jelenetek a magánéletből című részhez sorolva.
A regény először folytatásos formában jelent meg, majd hamarosan a Furne által kiadott első kiadásban, végül a Balzac által javított és a Souverain által kiadott végleges kiadásban. A két kiadás közötti fő különbség a hősnő nevének Rosalie-ra való megváltoztatása, amelyet a szerző eredetileg a Hanska kisasszonnyal való szerelmi viszonyára utalva választott. Kiadói unszolásra Philomène-re cserélte.
A regény szinte teljes egészében a zárt, katonai és bigott Besançon város regényes terében játszódik, amelyet Balzac egy 1833-as rövid látogatása alapján ír le. A regény nagyrészt önéletrajzi ihletésű, és nagymértékben épít Balzac saját szerelmi viszonyára Madame Hanskával, különösen a Szerelem és becsvágy című novellában, amelyet maga a hős Savarus írt, és amely egy tükrözés formájában in extenso szerepel a regényben.

## Összefoglaló
Watteville bárónő, 

„Besançon talán legjelentősebb női szereplője · ”

, uralkodó és világias, de jámbor, a régió egyik legnépszerűbb szalonját vezeti. Még mindig csábító, elnyomja együgyű férjét és lányát, a lázadozó Rosalie-t, akinek azonban ragyogó házasságot készít elő Amédée de Soulas-val, egy naiv és sekélyes helyi törtetővel, aki csodálja anyját.
Rosalie azonban mást szemelt ki, most, hogy egy fiatal ügyvéd, Albert Savaron de Savarus letelepedett a városban, és a fiatal lányt lenyűgözi a férfi titokzatos személyisége. Titokban szereti ezt az ambiciózus férfit, aki aprólékosan tervezi politikai karrierjét. Savarus azonban volt olyan bölcs, hogy a kor stílusának megfelelően megjelentetett egy novellát egy folyóiratban, amelyre Rosalie apja előfizetett, „Szerelem és becsvágy” címmel, amelyben egy bizonyos Rodolphe szerelmi kalandjait meséli el egy fiatal olasz hercegnővel, egy öreg könyvkereskedő feleségével, aki „inkognitóban” a luzerni régióban keresett menedéket, miután politikai üldöztetésnek nézett elébe. Éppen amikor Rodolphe szerelmet akart vallani, a fiatal nő megtudta, hogy férjét rehabilitálták. A házaspár Genfbe utazott, ahová Rodolphe követte őket. Genfben Rodolphe-ot végül elutasították, míg Francesca visszanyerte társadalmi státuszát, mint arisztokrata, és visszatért Nápolyba.
Rosalie, akinek anyja gondosan megtiltotta, hogy regényeket olvasson, megszerzi azt, és mélységes haraggal és féltékenységgel tölti el, amikor rájön, hogy a hercegnő valóban létezik.
Szerelmi kíváncsiságból megszerzi és elolvassa az ügyvéd levelezését, megtudja, hogy milyen politikai ambíciói vannak, és hogy mély szerelmet táplál egy olasz arisztokrata, Francesca iránt. Nem elégszik meg azzal, hogy megsérti a levéltitkot, majd teljesen blokkolja az Olaszországból érkező leveleket, végül az ügyvéd kézírásával hamisítja a leveleket, elhitetve a hercegnővel, hogy Savarus, aki túlságosan elmerült a választási kampányában, már nem érez iránta szerelmet. Bosszúból a hercegnő, aki időközben megözvegyül, mivel Albertről semmi hír nem érkezik, újra férjhez megy. Rosalie, aki attól fél, hogy „szeretője”, aki most már parlamenti képviselő, Párizsba távozik, cselszövése révén tönkreteszi a választási kampányát, mivel ellenfelei tudomást szereznek Albert royalista múltjáról és egyéb információkról, amelyekhez indiszkréciója és Savarus leveleinek elolvasása következtében jutott. Éppen amikor a választási kampány felpörög, és Savarusnak a legaktívabbnak kellene lennie, eltűnik Besançonból, mert hirtelen azt a hírt kapja, hogy Francesca hercegnő újra férjhez ment.
Rosalie ekkor bevallotta ármánykodásait egy papnak, Savarus barátjának, aki elborzadt, de nem tudott semmit sem tenni, hogy megváltoztassa a lány sorsát, amely szerinte végzetes lesz. Savarus még egy darabig üldözte a hercegnőt, aki hajthatatlannak bizonyult. Savarus összetört reményekkel, a bánattól megőrülve visszavonult a Grande Chartreuse kolostorba.
Amikor férje meghalt, de Watteville bárónő újra férjhez ment Amédée de Soulas-hoz, akit lánya kategorikusan elutasított férjeként, és Párizsba távozott. Rosalie-nak nem maradt más hátra, mint elhagyni Besançont, és visszavonulni a várostól távol fekvő birtokára. Bűntudatát megosztotta Francescával, kapcsolatba lépett vele, és visszaküldte az általa elfogott leveleket, tudatta vele, hogy az ő hajthatatlansága vezette Albertet is a kolostor csendjébe...
Rosalie ezután minden évben elzarándokolt a Grande Chartreuse falaihoz. 1841-ben egy gőzhajóút során felrobbant a kazán, és Rosalie bal karját és lábát amputálták, teljesen eltorzult, így végül beteljesedett a pap jóslata.

## Irodalmi előzmények és utódok
Rosalie ugyanolyan manipulátor, mint La Cousine Bette. Hozzá hasonlóan ő is belefeledkezik a cselszövéseibe. Saját csapdájába esve Rosalie hasonlóan szomorú véget ér, mint Elisabeth Fischer'.
A Storia di una monaca című novellájában Matilde Serao e balzaciánus regényből merített ihletet Eva Muscettola történetének elmeséléséhez.
Besançon városa valószínűleg utalás Stendhal tíz évvel korábban megjelent A vörös és a fekete című regényére, amely szintén Franche-Comté városában játszódik. Abban az időben Besançon, amely katonai erődítmény volt és számos vallási gyülekezetnek adott otthont, minden jellemzője megvolt egy szorosan összetartozó városnak, ahol a rejtett szenvedélyek titokban erjedhettek.

## Fordítás
- Ez a szócikk részben vagy egészben  az   Albert Savarus című francia Wikipédia-szócikk fordításán alapul.  Az eredeti cikk szerkesztőit annak laptörténete sorolja fel. Ez a jelzés csupán a megfogalmazás eredetét és a szerzői jogokat jelzi, nem szolgál a cikkben szereplő információk forrásmegjelöléseként.

## Könyvjegyzék
- Pierre-Georges Castex, « Réalisme balzacien et réalisme stendhalien : Besançon dans Albert Savarus et dans Le Rouge et le Noir », Stendhal-Balzac. Réalisme et cinema, Grenoble, PU de Grenoble, 1978, 21–27. oldal
- Donato Sperduto, Balzac, l'ambition et l'amour. « Albert Savarus », préface d'André Vanoncini, Schena-Baudry et Cie, Fasano-Paris, 2012.
- Donato Sperduto, « Une imitation réellement littéraire : Albert Savarus de Balzac», Les Cahiers du Littoral, 2015, 17. sz., Le mimétisme dans la littérature, 37–54. oldal
- Donato Sperduto, Storia di una monaca di Matilde Serao. Con un saggio su Matilde Serao e Balzac, Arturo Bascetta Editore, Avellino, 2019.
- (angolul) Wayne Conner, « Albert Savarus and L’Ambitieux par amour », Symposium: A Quarterly Journal in Modern Literatures, hiver 1983, 37. sz., 4. kötet, 251–260. oldal
- Polly Rimer Duke, « La muse maternelle dans Le Lys dans la vallée et Albert Savarus », Balzac, pater familias, Amsterdam, Rodopi, 2001, 41–50. oldal
- (angolul) Owen Heathcote, « Balzac’s Purloined Postcards: Mises en Abyme and the Poetics of Death in Albert Savarus », Nineteenth-Century French Studies, automne 1997-hiver 1998, 26. sz., 1–2. kötet, 66–79. oldal
- (németül) Wido Hempel, « Liebesbriefe in fremdem Namen vor, nach und bei H. de Balzac », Archiv für das Studium der Neueren Sprachen und Literaturen, 2004, sz: 156 (2[241]), 305–332. oldal
- Françoise Teillaud, « De Wann-Chlore à Albert Savarus », L'Année balzacienne, 1974, 29–330. oldal
- Françoise Teillaud, « Les réalités bisontines dans Albert Savarus », L’Année balzacienne, 1974, 121–131. oldal